# 문내면
문내면(門內面)은 대한민국 전라남도 해남군의 면이다.

## 행정 구역
- 고당리(古棠里)
- 고평리(古坪里)
- 난대리(蘭大里)
- 동외리(東外里)
- 무고리(武古里)
- 서상리(西上里)
- 석교리(石橋里)
- 선두리(先頭里)
- 예락리(曳洛里)
- 용암리(龍岩里)
- 충평리(忠坪里)
- 학동리(鶴洞里)

## 교육
- 우수영초등학교 (난대리)
  - 중화분교 (폐교) - 문내면 벗등길 142-68 (무고리)
- 문내초등학교 (폐교) (고평리)
- 문내동초등학교 (폐교) - 문내면 신창길 36 (석교리)
- 우수영중학교 (동외리)
  - 영명분교 (폐교) - 문내면 문내화원로 542 (고평리)